# Partito Comunista del Kurdistan - Iraq
Il Partito Comunista del Kurdistan - Iraq (in curdo حزبي شيوعى كوردستان – عيراق‎), è un partito politico del Kurdistan iracheno, nato dalla sezione locale del Partito Comunista Iracheno.

## Risultati elettorali

### Kurdistan iracheno
| Elezione          | Voti   | %    | Seggi   |
| ----------------- | ------ | ---- | ------- |
| Parlamentari 2013 | 12.392 | 0,6% | 1 / 111 |
| Parlamentari 2018 | 8.063  | 0,5% | 1 / 111 |